# زوال خاندان آشر
زوال خاندان آشر (به انگلیسی:The Fall of the House of Usher) نام داستان کوتاهی در سبک وحشت از نویسندهٔ آمریکایی ادگار آلن پو است که نخستین بار در مجلهٔ آقایان برتون در سپتامبر ۱۸۳۹ و در آمریکا به چاپ رسید. پس از آن در ۱۸۴۰ و با کمی تغییر در مجموعه داستان‌های گروتسک و آرابسک منتشر شد. در این داستان از شعر «قصر جن‌زده» که پیشتر در شمارهٔ آوریل ۱۸۳۹ مجلهٔ موزهٔ بالتیمور چاپ شده بود نیز استفاده شده‌است.

## خلاصه داستان
راوی داستان فرد بی‌نامی است که پس از دریافت نامه‌ای از رودریک آشر، دوست دوران کودکیش که در آن از نگرانی خود دربارهٔ سلامتیش سخن گفته و اینکه فکر می‌کند بیمار است چون دچار علایمی همچون اضطراب و حساسیت به نور، صدا و بو شده‌است به دیدن او می‌رود. در آنجا درمی‌یابد که مادلین، خواهر دوقلوی رودریک نیز بیمار است و به دلیل ابتلا به جمود عضلانی در حالتی همچون مرده به سر می‌برد.
رودریک فرد هنرمندی است و راوی که تحت تأثیر نقاشی‌های او قرار گرفته سعی می‌کند تا با همراهی دوست قدیمیش در خواندن کتاب و گوش سپاردن به آهنگ‌هایی که رودریک خود ساخته و آنها را برای راوی با گیتار می‌نوازد به او روحیه بدهد. رودریک ترانهٔ «قصر جن‌زده» را می‌خواند و سپس به دوستش می‌گوید که اطمینان دارد خانه‌ای که در آن زندگی می‌کنند نیز دارای ادراک است و این درک برخاسته از ترکیب عمارت با پوشش گیاهی اطراف آن است.
چند روز بعد رودریک به دوستش اطلاع می‌دهد که خواهرش مرده و براین موضوع پافشاری می‌کند که پیش از دفن کامل او، جسدش را به مدت دو هفته درون تابوتی در آرامگاه خانوادگیشان نگه دارد. راوی به رودریک کمک می‌کند تا جسد را درون تابوت بگذارد و همان لحظه متوجهٔ گونه‌های گلگون مادلین می‌شود که چنین حالتی در مورد بسیاری از افراد پس از مرگ روی می‌دهد. آنها تابوت را درون آرامگاه خانوادگی قرار می‌دهند و به داخل ساختمان بازمی‌گردند اما هر دویشان در طول یک هفتهٔ پس از آن بدون هیچ دلیل روشنی احساس آشفتگی می‌کنند.
در شبی طوفانی، رودریک به اتاق دوستش که در بالای آرامگاه قرار دارد می‌آید و پنجره را با وجود طوفانی بودن هوا باز می‌کند. راوی می‌بیند با وجودی که هیچ نوری در اطراف نیست اما دریاچه‌ای که ساختمان را احاطه کرده دقیقاً همانند نقاشی‌ای که رودریک آشر از آن کشیده بود می‌درخشد.
راوی سعی می‌کند تا رودریک را باخواندن رمان «تریست دیوانه» آرام کند. این کتاب روایتگر داستان شوالیه‌ای به نام اتلرد است که برای فرار از طوفان به‌زور وارد خانهٔ زاهدی عزلت‌نشین می‌شود و دربرابر خود کاخی طلایی را می‌بیند که اژدهایی از آن محافظت می‌کند. بر روی دیوار کاخ سپری درخشان قرار دارد که روی آن بر اساس افسانه‌ای نوشته شده‌است که هرکس که اژدها را بکشد این سپر را به دست خواهد آورد. اتلرد با یک ضربهٔ گرز خود اژدها را می‌کشد و اژدها با فریادی دلخراش بر زمین می‌افتد. سپس برای برداشتن سپر پیش می‌رود که آن نیز فرو افتاده و صدایی هولناک از برخوردش با زمین برمی‌خیزد.
زمانی که راوی مشغول خواندن چگونگی ورود شوالیه به خانه‌است صداهایی همچون ترق و تروق و شکافتن چیزی از جایی از ساختمان به گوش می‌رسد. وقتی می‌خواند که اژدها با فریادی دلخراش بر زمین افتاد صدای جیغی دلخراش از درون خانه شنیده می‌شود. وقتی به افتادن سپر از روی دیوار می‌رسد، درون خانه نیز طنینی فلزی و توخالی شنیده می‌شود. وحشت روردریک به اوج خود رسیده‌است و سرانجام فریاد می‌کشد که خواهرش دارد این صداها را تولید می‌کند زیرا وقتی او را درون تابوت می‌گذاشتند هنوز زنده بوده و رودریک می‌دانسته که او زنده‌است.
ناگهان در اتاق با شدت باز شده و مادلین در آستانهٔ در ظاهر می‌شود. او خود را بر روی برادرش می‌اندازد و هر دو چونان جنازه‌ای بر کف اتاق می‌افتند. راوی با دیدن این صحنه از خانه فرار می‌کند ولی به هنگام دویدن، نوری توجهش را جلب می‌کند. به عقب بر می‌گردد و خانهٔ آشر را می‌بیند که به دو نیم شده و تکه‌هایش در دریاچهٔ اطراف آن در حال فرورفتن است.